# Ethylvinylether

Použití ethylvinyletheru na přípravu glutaraldehydu

Ethylvinylether je organická sloučenina se vzorcem CH3CH2OCH=CH2, nejjednodušší enolether kapalný za pokojové teploty. Používá se jako stavební jednotka v organické syntéze a jako monomer.

## Výroba a reakce
Ethylvinylether se vyrábí reakcí acetylenu a ethanolu za přítomnosti zásady.
Alkenová část molekuly je značně reaktivní. Může se polymerizovat za vzniku polyvinyletherů; tyto polymerizace se iniciují Lewisovými kyselinami, například fluoridem boritým.
Ethylvinylether vstupuje do mnoha reakcí významných pro organickou syntézu.
Za přítomnosti katalytického množství kyseliny reaguje s alkoholy na smíšené acetaly;
EtOCH=CH2 + ROH → EtOCH(OR)CH3
podobně reaguje také dihydropyran.
Ethylvinylether se také účastní inverzních [4+2] cykloadicí.
Deprotonací butyllithiem vzniká ekvivalent acetylového aniontu:
EtOCH=CH2 + BuLi → EtOC(Li)=CH2 + BuH